# Радость секса (фильм)
«Ра́дость се́кса» (англ. Joy Of Sex) — американский художественный фильм в жанре романтическая кинокомедия, снятая режиссёром Мартой Кулидж в 1984 году. Сценарий к фильму был написан на основе одноимённой книги «Радость секса. Книга о премудростях любви» Алекса Комфорта. Премьера фильма состоялась 3 августа 1984 года в США. Фильм собрал в американском кинопрокате около 4,6 млн долларов.
Сама картина стала примером так называемого производственного ада. Фильм получил низкие оценки кинокритиков. Он рассказывает о переживаниях старшеклассницы Лесли о необходимости потери девственности.

## Сюжет
Лесли Хинденберг — девушка-подросток в выпускном классе, которая только перешла в новую школу. По причине недоразумения с родинкой она думает, что ей осталось жить всего лишь несколько недель. Но ведь она всё ещё девственница, так и не познавшая всей прелести сексуальных отношений. Из-за этих тревожных мыслей Лесли решается во что бы то ни стало успеть заняться с кем-нибудь любовью в ближайшее время. Однокласснику Алану Холту она нравится, но его побуждения останавливает грозный отец девушки, школьный тренер Хинденберг. Он угрожает физически расправиться с любым парнем, который помешает его дочери спокойно закончить выпускной класс.
Первое свидание Лесли и Алана заканчивается неудачей: Алан забывает поставить на ручной тормоз машину, в которой они развлекаются, затем их ловит отец девушки. Друг Алана, первый сердцеед школы Макс даёт ему советы, как добиться внимания девушек. Алана также привлекает другая симпатичная новенькая ученица Лиз Сэмпсон, появляющаяся в школе в весьма откровенных нарядах. Он добивается с ней близости, но вскоре оказывается, что Лиз — офицер полиции под прикрытием, которая пытается выйти на местного наркодилера. После череды неувязок любовная парочка Лесли и Алан счастливо находят друг друга во время рождественского бала.

## В ролях
| Актёр            | Роль              |
| ---------------- | ----------------- |
| Кэмерон Дай      | Алан Холт         |
| Мишель Мейринк   | Лесли Хинденберг  |
| Лиза Ланглуа     | Мелани            |
| Кристофер Ллойд  | тренер Хинденберг |
| Коллин Кэмп      | Лиз Сэмпсон       |
| Эрни Хадсон      | мистер Портер     |
| Чарлз Ван Эман   | Макс Холт         |
| Даррен Далтон    | Эд Ингэллс        |
| Джоэнн Барон     | мисс Пост         |
| Кристен Кауффман | Шэрон             |
| Хэйди Холликер   | Кэнди             |

## Подготовка и сценарий
8 декабря 1975 года журнал Publisher Weekly сообщил о приобретении прав на экранизацию бестселлера доктора Алекса Комфорта «Радость секса» продюсером Томом Муром. Автор продал права за $100 тыс и 20% от доходов с проката. Книгу в жанре «руководство по сексу» оценивали как мало пригодную для экранизации, но студия видела в ней большой потенциал. В августе того же года Мур достиг соглашения с компанией Paramount о производстве картины. Судьба картины оказалась сложной. Неоднократно менялись режиссёры, продюсеры и исполнители главных ролей. Первоначально предложение возглавить производство было сделано Дадли Муру. Он написал в 1977 году первый вариант сценария, но в дальнейшем отказался от продолжения сотрудничества. Его не устроила позаимствованная из книги концепция повествования как нескольких несвязанных единым сюжетом историй, наподобие «Всё, что вы всегда хотели знать о сексе, но боялись спросить» Вуди Аллена. Дадли не захотел отвлекаться на доработку сценария. Отказалась от проекта и комедийная британская группа Monty Python.
В 1978 году проект попытались передать Чарлзу Гродину. Издание Film Bulletin сообщило, что он будет сценаристом, режиссёром и исполнителем главной роли. Чарлз с энтузиазмом взялся за работу, однако студию результат не устроил. В итоге они прекратили сотрудничество. В 1981 году проект получил нового продюсера Мэтти Симмонса. Он представлял интересы издания National Lampoon, тогда уже заслужившего широкую известность благодаря комедии «Зверинец». Фильм получил новое рабочее название и должен был стать результатом совместного производства. Переработкой сценария занялся Джон Хьюз. Он переименовал картину в «Радость секса. Грязная история любви» («National Lampoon's The Joy of Sex: A Dirty Love Story»). Режиссёрское кресло предложили Биллу Нортону, но в ноябре 1981 года он и Хьюз покинули проект из-за разногласий со студией. Предложение делали Кену Финклеману, но он отказался, так как был занят в картине «Аэроплан II» и сценарий ему совершенно не понравился.
В феврале 1982 года студия нашла нового кандидата на роль режиссёра трудного проекта — Пенни Маршалл. Дописать сценарий Хьюза, бросившего работу, взялся Чарлз Весслер, известный по сотрудничеству с братьями Фаррелли. Именно тогда сценарий радикально изменился, от первоисточника осталось одно название. Из сборника скетчей фильм стал молодёжной эротической комедией, на манер «Порки». Маршалл видела в главной роли Джона Белуши и соответственно изменила сюжет. Продюсеры полагали, что одно только имя Джона Белуши и слово «секс» в названии соберёт кассу. Гонорар актёра оценивали примерно в $1,8 млн, а общий бюджет будущего фильма — свыше $10 млн. Однако 5 марта 1982 года, за 3 дня до начала съёмок, актёр скоропостижно скончался от передозировки наркотиков. Маршалл в итоге в проекте не задержалась, обвинив студию в том, что она ограничивает её творческие возможности. Предложение безуспешно делалось и Эми Хекерлинг.

## Производство
Проект и попытки студии пристроить его любой ценой стали предметом шуток в индустрии. Сценарий в среде сценаристов и режиссёров открыто называли «тупым» и «полной бездарностью», они отказывались даже начинать обсуждение. Наконец, в мае 1983 года студия, вынужденная крайними обстоятельствами, нашла того, кто возглавит производство. Права на сценарий истекали через 5 недель. Режиссёрское кресло окончательно заняла восходящая звезда кинематографии Марта Кулидж. Она получила известность благодаря успешной в прокате картине «Девушка из долины», которая с бюджетом около $350 тысяч в прокате собрала свыше $17 млн. Все предыдущие работы Марты относились к документальному или независимому кино на темы феминизма. Режиссёр подчёркивала в интервью, что в мире мужского шовинизма ей очень сложно было завоевать место под солнцем. После 18 лет в индустрии она наконец получила значительный проект. Ответственной за сценарий стала Кэтлин Роуэлл. Фактически для Марты, Кэтрин и нового продюсера Фрэнка Конигсберга проект стал высокобюджетным дебютом в игровом кинематографе.
Производство началось 31 мая 1983 года в Калифорнии. Съёмочный период занял 26 дней. Натурные съёмки прошли в Лос-Анджелесе и Санта-Монике. Кулидж из-за разногласий с руководством студии была уволена ещё до окончания монтажа картины. Причиной стало то, что режиссёр удалила многие откровенные сцены из окончательного монтажа, решив, что они не соответствуют замыслу и она не собирается снимать очередное эксплуатационное кино. Марта Кулидж требовала также убрать своё имя из титров, но безрезультатно. По оценке журнала Esquire, за почти десятилетнюю историю сценарий картины переписывали семь разных писателей и было подготовлено пять существенно разных вариантов картины. Процесс создания журнал назвал «концептуальным онанизмом».

## Прокат и оценка
Прокат картины должен был начаться в апреле 1984 года, но возникли новые сложности. Непосредственно перед выходом на экраны партнёры разорвали соглашение с Paramount и потребовали убрать из названия «National Lampoon». Представителю National Lampoon пришлось выплатить студии Paramount $250 тыс. отступных. Фильм с задержкой вышел в прокат 3 августа 1984 года под названием «Joy of Sex» («Радость секса»). Он получил рейтинг R из-за вульгарного языка персонажей.
Фильм занял заметное место в своеобразном поджанре эротической комедии о потере девственности. В начале 1980-х эту традицию заложили такие картины, как «Частные уроки» и «Последний девственник Америки». Кассовые показатели картины оказались слабыми. Критики дали крайне низкую оценку картине. Неубедительными на их взгляд оказались сценарии, режиссура и актёрская игра. Леонард Малтин предупредил зрителя не обращать внимания на название: никакого удовольствия комедия не принесёт. Журнал TV Guide назвал картину шокирующе ужасной, а юмор грубым. «Неужели всё, о чём думают школьники, – это секс?» — переспрашивал критик издания. Попытка совместить картину категории-B c феминистической тематикой дала крайне противоречивый результат. Необычной особенностью стало то, что в эротической по замыслу картине практически нет обнажённых сцен.
В конце 1970-х киноиндустрия всё чаще стала обращаться к услугам женщин. Марта Кулидж вспоминала о том, что «Радость секса» осталась сложным опытом в её карьере, так как ей пришлось пойти на компромисс и воплощать на экране совсем не то, что она хотела. Марта в дальнейшем старалась дистанцироваться от картины, считая её унизительным опытом. Тем не менее «Радость секса» стала пусть и не самым удачным, но примером постепенного перехода женщин-режиссёров к работе над полнометражными высокобюджетными фильмами, на верх голливудской табели о рангах. Хотя опыт был негативным, картина стала пропуском для режиссёра в полнометражный кинематограф и следующей работе «Настоящий гений».
Трудная история создания картины вдохновила Чарлза Гродина написать собственный сценарий фильма о фильме. В результате он снял комедию «Воротилы» (1985) и сыграл в ней роль самого себя. По сюжету глава кинокомпании, которого сыграл Уолтер Маттау, пытается любой ценой начать съёмки фильма по бездарному сценарию.